# Patagioenas speciosa
La paloma escamosa, paloma escamada, paloma trocal o paloma guacoa (Patagioenas speciosa) es una especie de ave de la familia Columbidae, que se encuentra en Argentina, Belice, Bolivia, Brasil, Colombia, Costa Rica, Ecuador, Guatemala, Guayana francesa, Guyana, Honduras, México, Nicaragua, Panamá, Paraguay, Perú, Surinam, Trinidad y Tobago y Venezuela.

## Hábitat
Vive en el dosel y el borde del bosque, bosque de galería y campos arbolados.

## Descripción
Mide 30 a 36 cm de longitud y pesa 290 a 320 g. El macho presenta la corona y la región superior entre rufo y castaño purpúreo. El cuello, el pecho y la parte superior de la espalda son de color y blancuzco, con un notorio escamado metálico de líneas color verde lustroso a negro purpúreo. El abdomen es blanco, vagamente escamado con marrón purpúreo, y las primarias y la cola son de negras parduzcas. Presenta pico rojo brillante con la punta blanca. La hembra opaca, con el plumaje marrón mate  y el escamado del cuello sin el brillo metálico y con líneas negruzcas.
Su llamada es una serie de profundos arrullos cro-ku ks.

## Alimentación
Se alimenta de frutos y semillas.

## Reproducción
Construye en matorrales sobre helechos como Pteridium aquilinum o en helechos arbóreos Cyathea o árboles, un nido en forma de plataforma amplia, levemente cóncava, hecho de palitos e inflorescencias ramificadas secas. La hembra pone un huevo blanco.